# Muara Payang (Muara Payang)
Muara Payang is een bestuurslaag in het regentschap Lahat van de provincie Zuid-Sumatra, Indonesië. Muara Payang telt 1737 inwoners (volkstelling 2010).